# Palazzo Buontalenti
Palazzo Buontalenti si trova a Firenze, in via de' Servi 7-9-11.

## Storia
La casa, già di proprietà di Bernardo Buontalenti (anche se non abitata dall'artista, che viveva in una casa in via Maggio), fu ristrutturata dai suoi eredi probabilmente agli inizi del Settecento su progetto di Pietro Paolo Giovannozzi (così Alessandro Carlino sulla base di notizie d'archivio).
Il palazzo passò in varie mani e all'inizio del XIX secolo vennero aggiunte le decorazioni in stile neoclassico nel salone, con gli stucchi, le pitture a monocromo ispirate all'antico e, poco più tardi, i lacunari con putti, fiori e fanciulle danzanti. In seguito venne acquistato da una compagnia assicuratrice ed è stato occupato al piano nobile da uffici. Nel 2009 anche questa parte (dove c'è il salone) è tornata ad uso residenziale privato.

## Descrizione

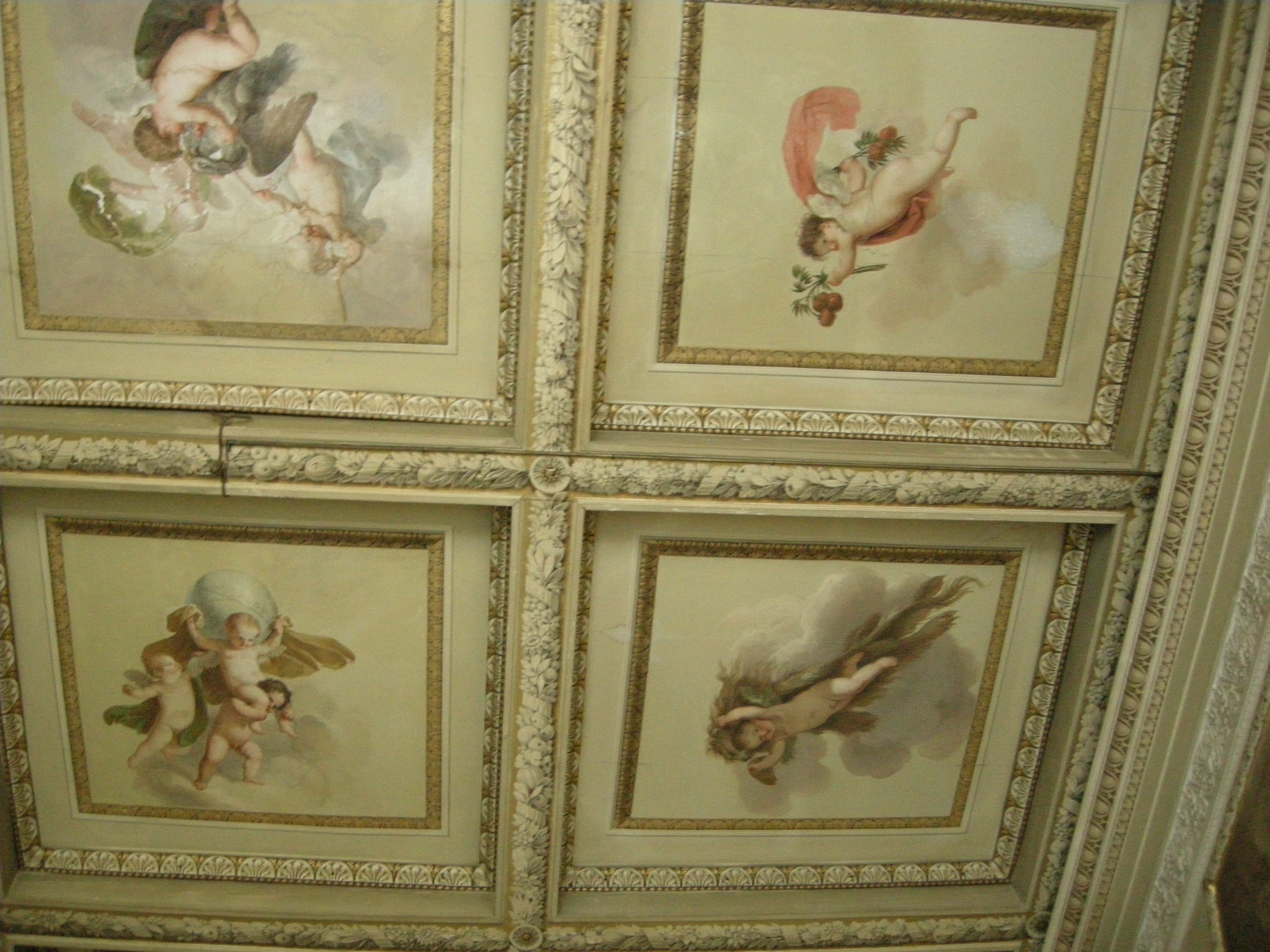
Il soffitto del salone

Si presenta con un fronte ancora nel solco della tradizione cinque-seicentesca, non fosse per i più tardi rimaneggiamenti: sviluppato su tre piani organizzati su nove assi, è qualificato da due portali incorniciati da bugne in pietra e chiusi in alto da un mascherone con volute legate, di chiara impronta tardo manierista. Le finestre dei piani superiori sono delimitate da eleganti cornici in pietra forte, più elaborate al piano nobile, decisamente semplificate al terzo. Le finestre in asse con i portoni sono state poi ridisegnate e fornite di balconi e al terreno, quella che un tempo doveva essere una superficie con prevalenza di pieni sui vuoti, bucata con sei ampie aperture ora sporti e accessi di esercizi commerciali.
Negli interni si conservano due riquadri affrescati e riferiti a Niccolò Lapi, raffiguranti Bernardo Buontalenti salvato dalle rovine della sua abitazione (episodio questo ambientato in via de' Bardi) e l'Incontro di Bernardo Buontalenti con Torquato Tasso (tradizionalmente riferito alla residenza di via Maggio).
Il palazzo affaccia su un ampio giardino interno. 

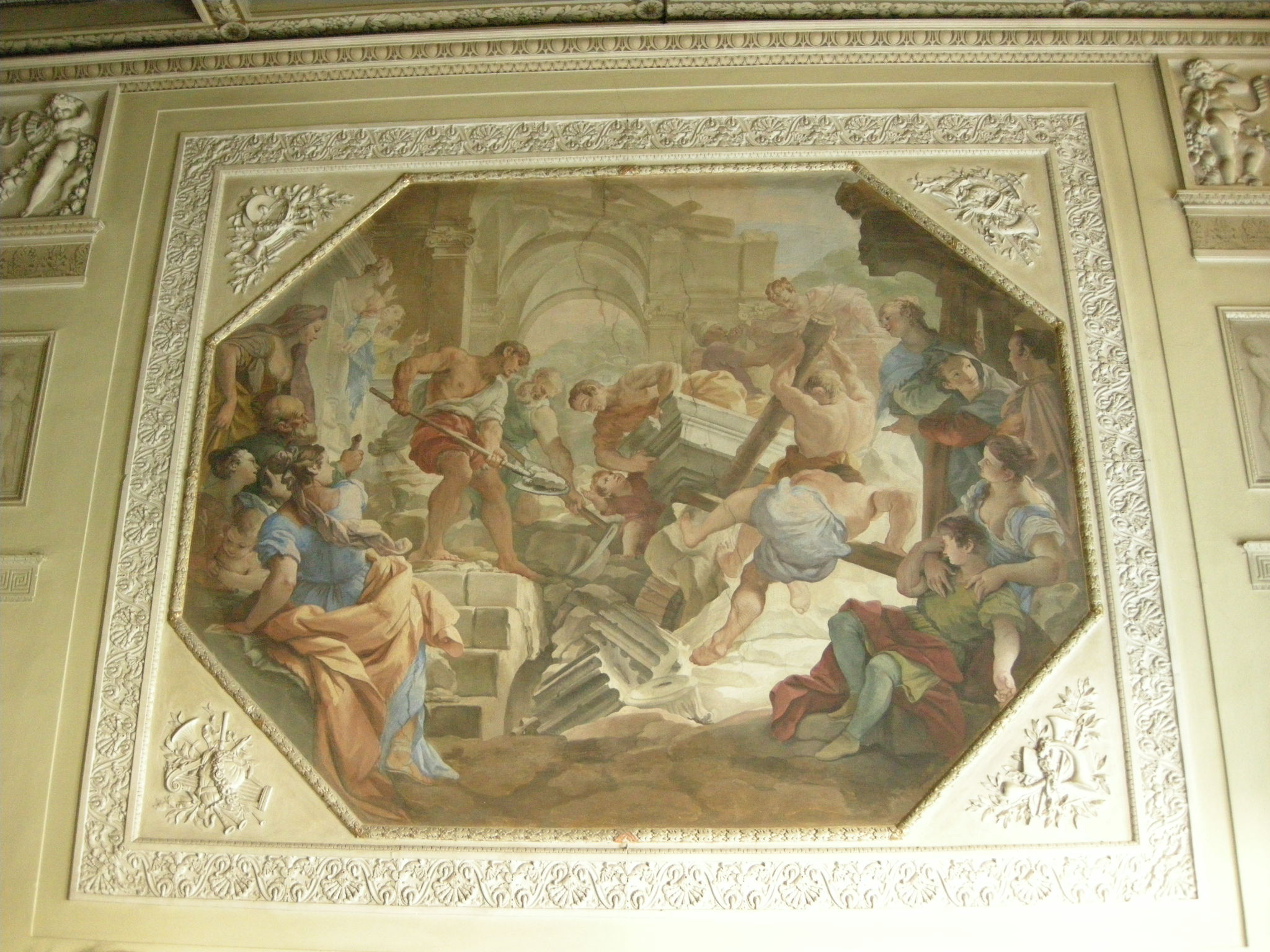
Niccolò Lapi, Buontalenti salvato dalla frana
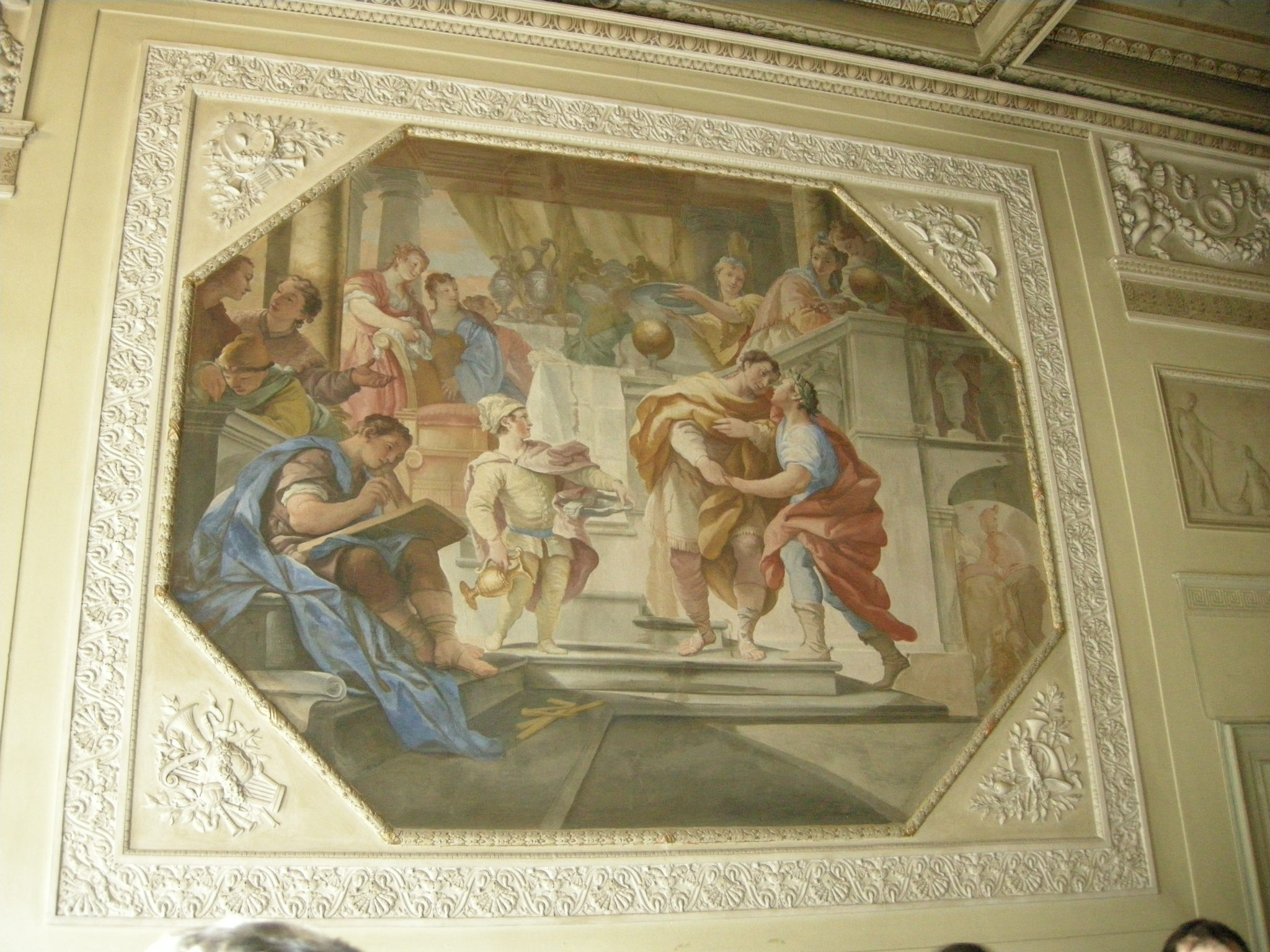
Niccolò Lapi, Incontro di Bernardo Buontalenti con Torquato Tasso

### Dipendenze

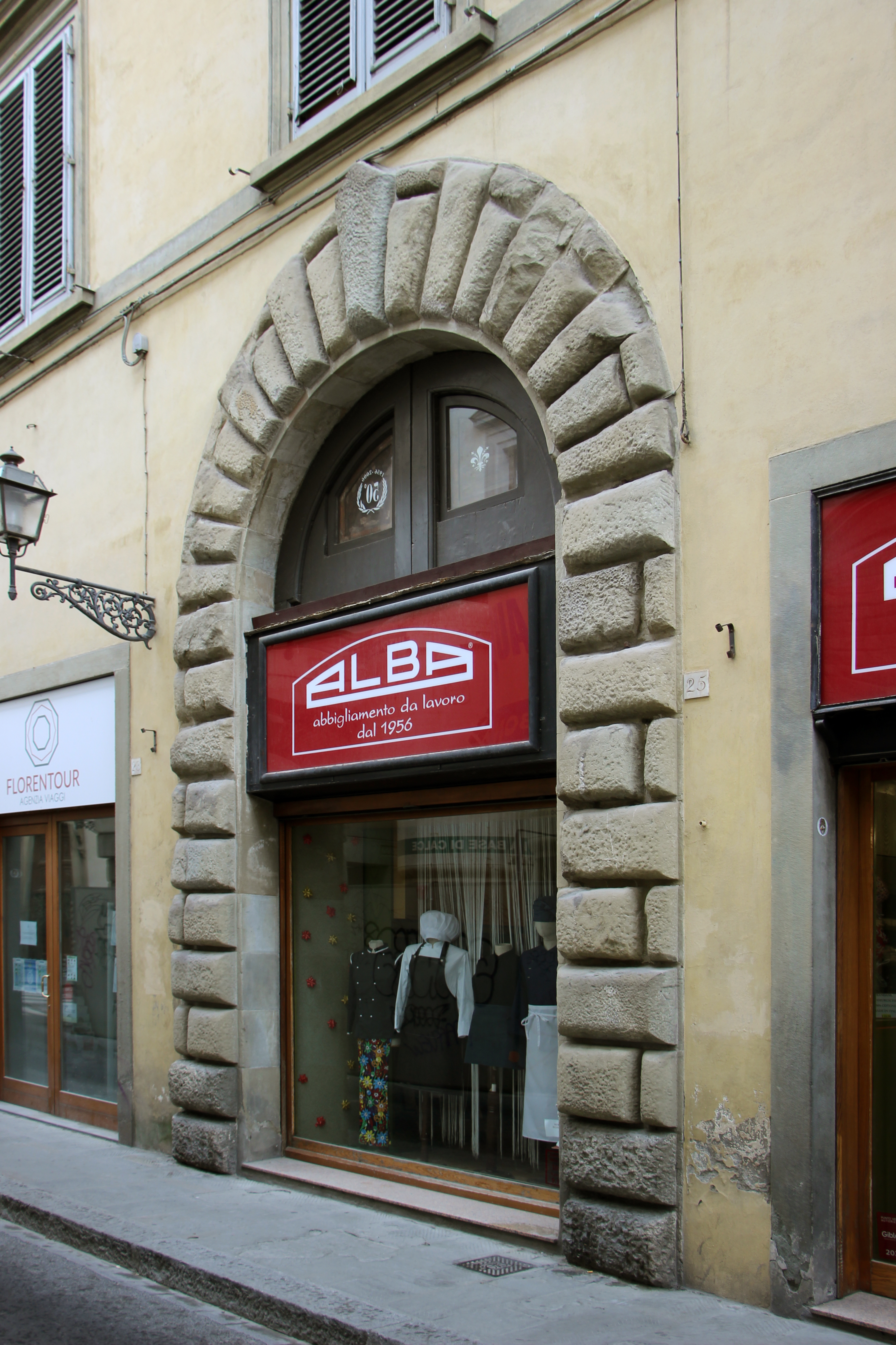
Il portale al 25 rosso

Al 25 rosso della stessa strada, in adiacenza, si trova un edificio che è stato da Carla Tomasini Pietramellara identificato con la casa Buontalenti. Al di là della questione, valgano le note della studiosa su questa casa, comunque meritoria di attenzione: "Vincolata nel 1942 in base alla legge 1089 del 1939 col nome di casa Buonatalenti compare con tale nome già nel disegno 640A di Antonio da Sangallo il Giovane conservato agli Uffizi. L'edificio risulta oggi composto da un nucleo, probabilmente l'originale, a due piani con una sola finestra per piano, e da una parte bassa ad un solo piano costruita nell'area una volta del giardino Pucci di cui ancora conserva il portale in bugnato rustico. Il Buonsignori nella sua raffigurazione di Firenze e l'autore del dipinto raffigurante una processione lungo la via de' Servi, databile attorno al 1650, non annotano il portale lungo l'alto muro di cinta che separava il giardino Pucci da via de' Servi. Si può quindi pensare che tale portale sia stato eseguito tra la fine del sec. XVII e il XVIII quando, per la costruzione del palazzo sull'angolo di via de' Pucci, il giardino, poi completamente saturato, rimasto chiuso su tre lati, ebbe l'accesso su via de' Servi".